# Leiodes
Genre
Leiodes est un genre d'Insectes Coléoptères de la famille des Leiodidae. Ce genre, présent dans le monde entier, est associé aux champignons souterrains dont les truffes.

## Description
Le genre Leiodes a une distribution mondiale. Dans la région paléarctique, il est représenté par 121 espèces, dont 63 se trouvent en Europe et 29 décrites en France. La plupart des larves et des adultes de ce genre sont connus pour être associés à des champignons hypogés, y compris des espèces de truffes (principalement Tuber melanosporum, et plus rarement Tuber magnatum).
Le placement systématique du genre et des espèces n'a été résolu qu'en 2010 par Halliday et Majka.
Les principales caractéristiques du genre sont un corps cylindrique de 4 à 6 mm de long, généralement brun, mais parfois rougeâtre ou noirâtre. Il existe un dimorphisme sexuel clair : les mâles étant généralement plus grands que les femelles. Cependant, les différences morphologiques les plus notables portent sur les pattes arrière : les mâles ont un crochet à l'extrémité du fémur, peut-être pour saisir la femelle au moment de la copulation, et un tibia courbé. Les femelles, en revanche, sont dépourvues de crochet et ont des tibias droits, de sorte que leurs pattes arrière sont généralement plus faibles que les premières.

## Synonymie
Selon Fauna Europaea
- Anisotoma Schmidt, 1841
- Liodes Reitter, 1885
- Oosphaerula Ganglbauer, 1896
- Oreosphaerula Ganglbauer, 1899
- Pseudohydnobius Ganglbauer, 1899
- Trichosphaerula Fleischer, 1904
- Pteromerula Fleischer, 1905
- Parahydnobius Fleischer, 1908
- Eremosphaerula Hlisnikovsky, 1967

Quelques espèces de Leiodes
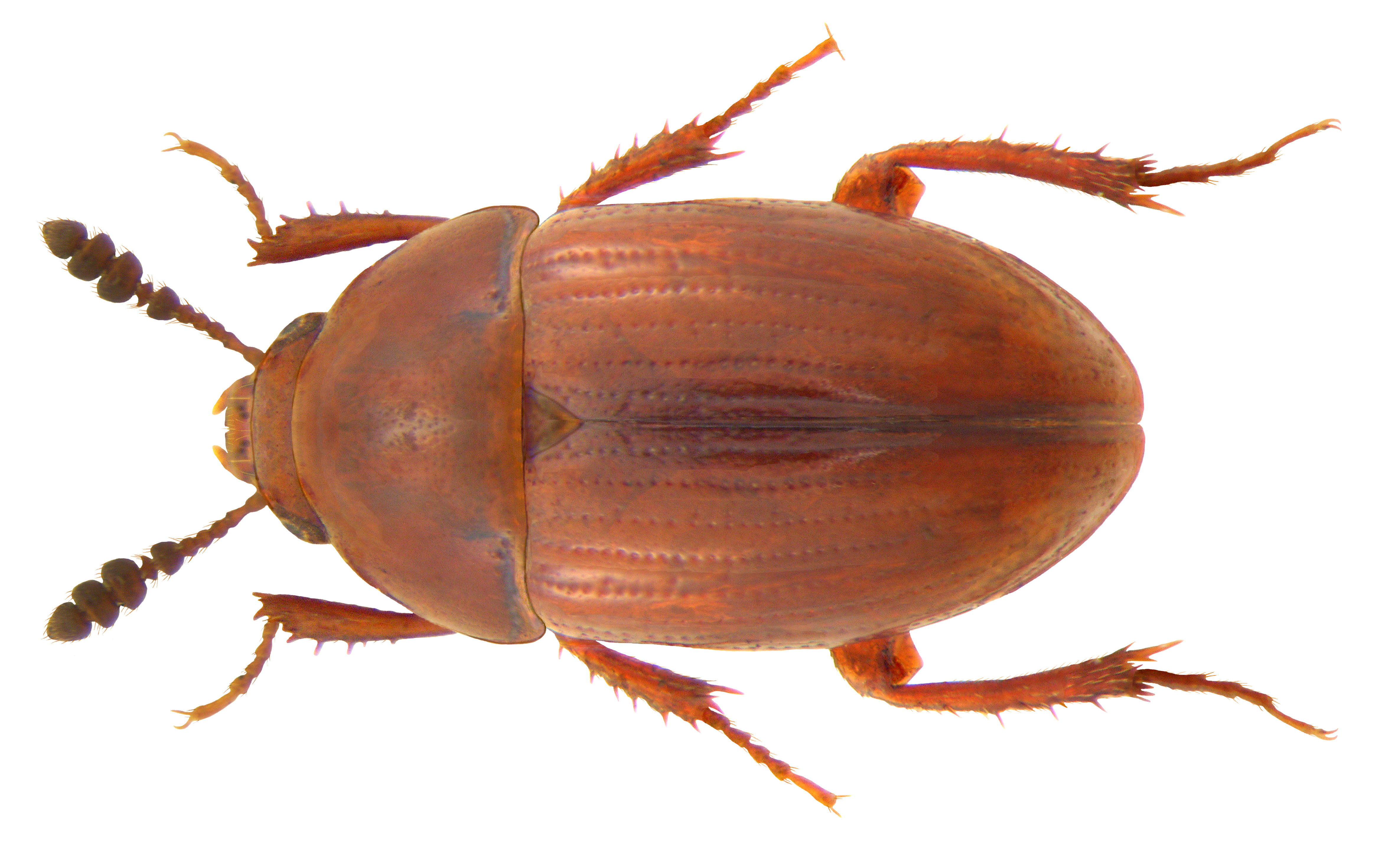
Liodes polita (femelle)
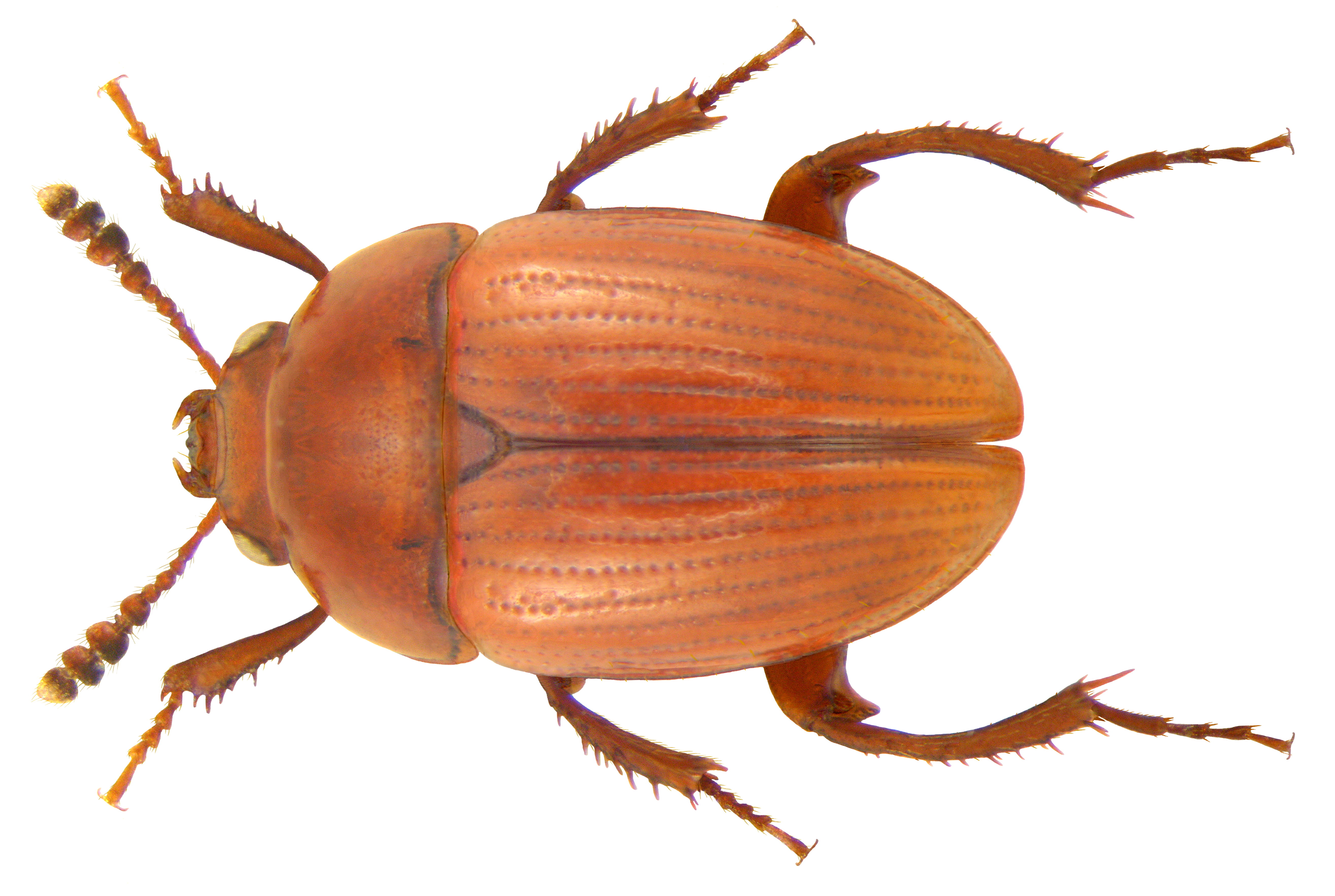
Liodes polita (mâle)
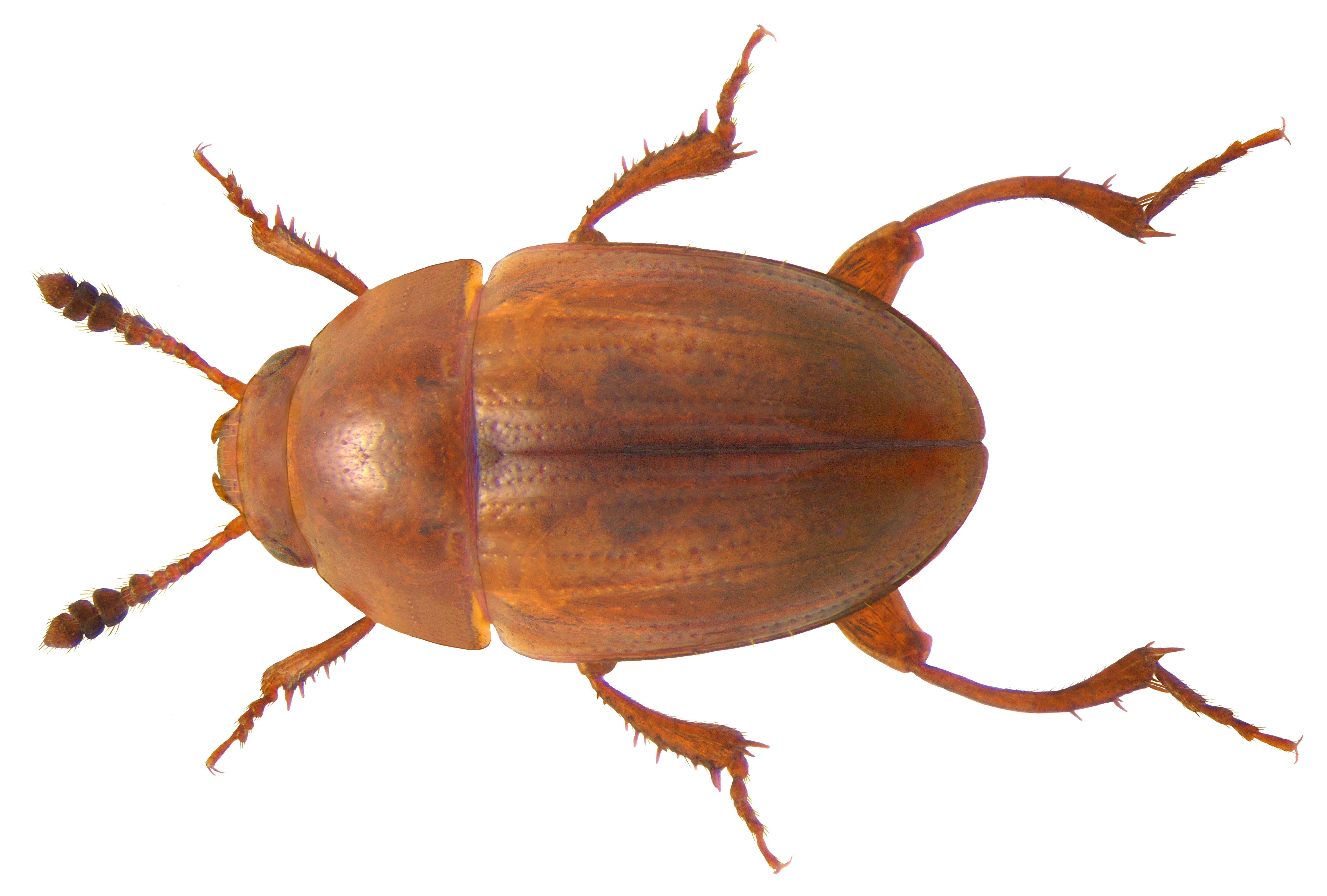
Leiodes litura
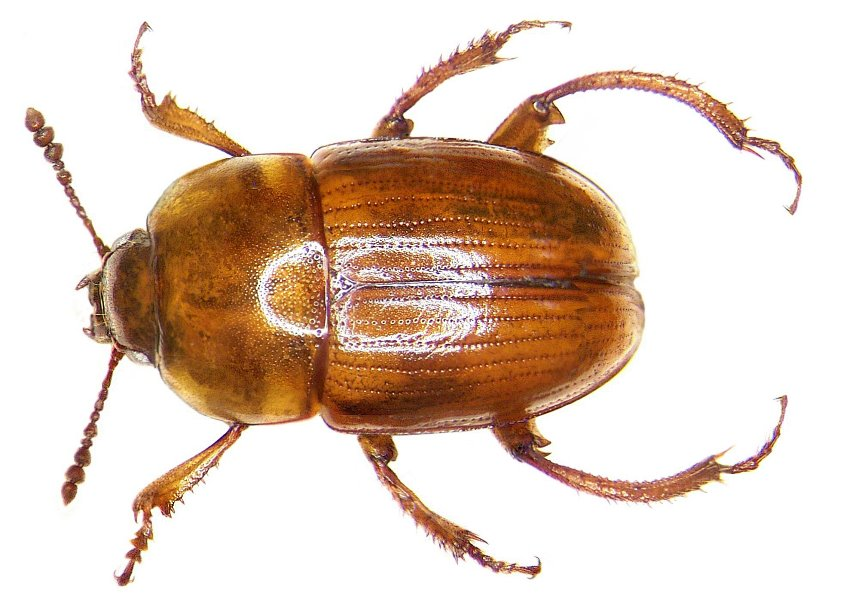
Leiodes oblonga
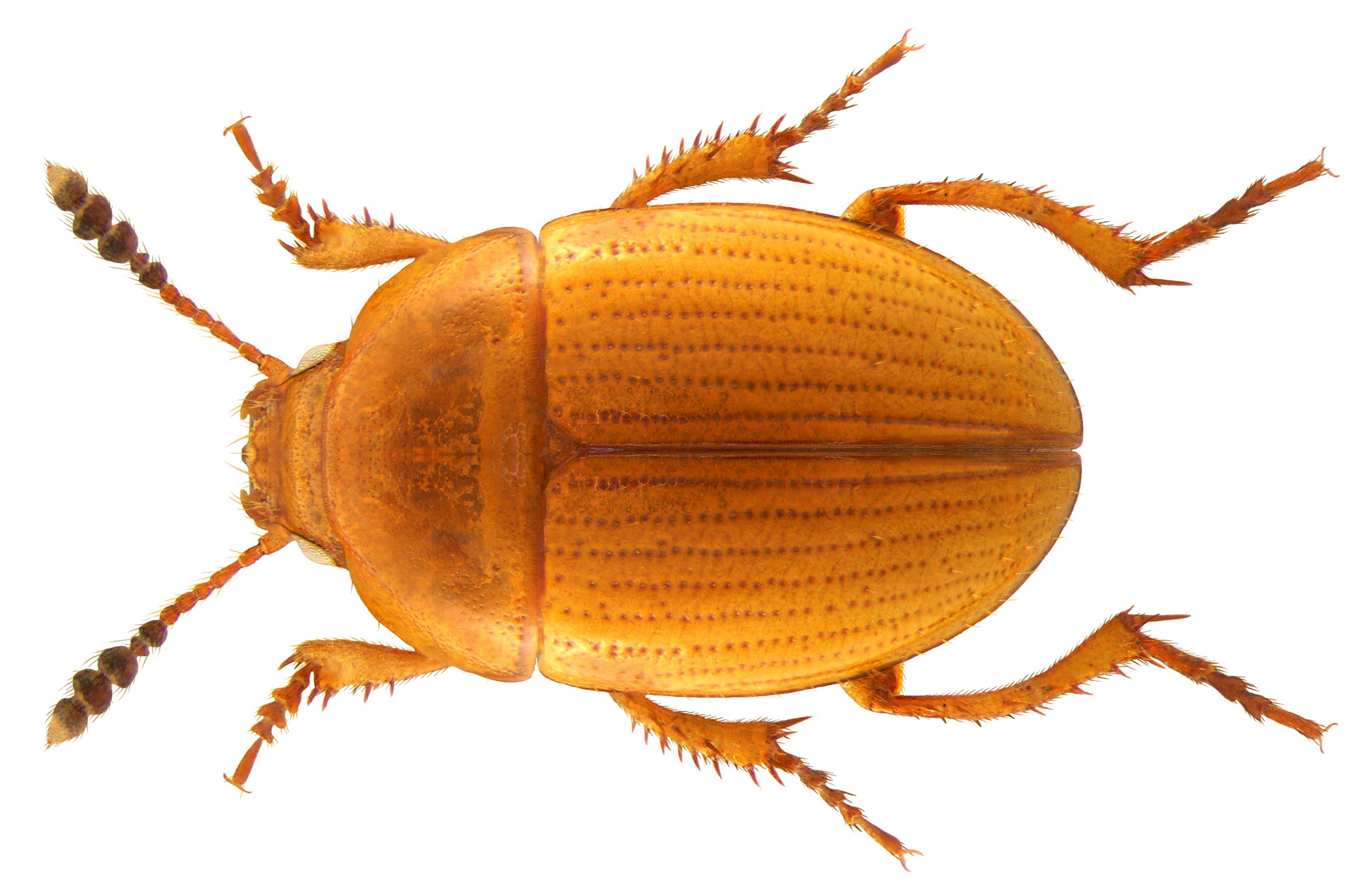
Leiodes rugosa
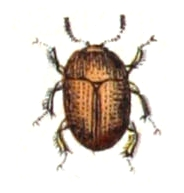
Leiodes.obesus
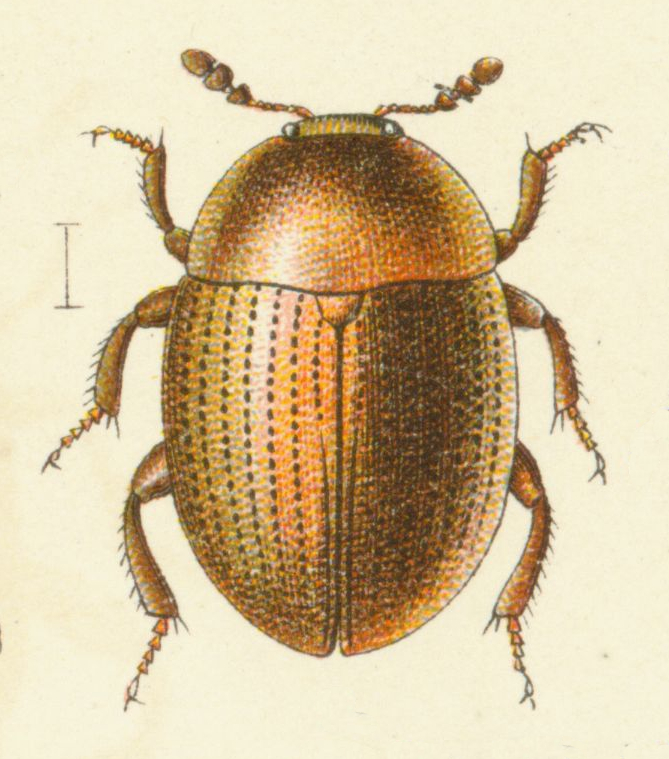
Leiodes pallens
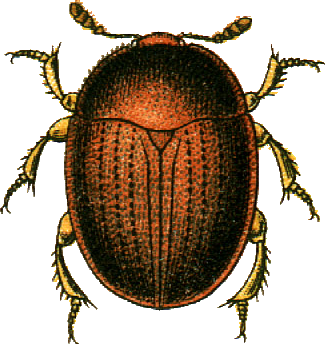
Liodes badius
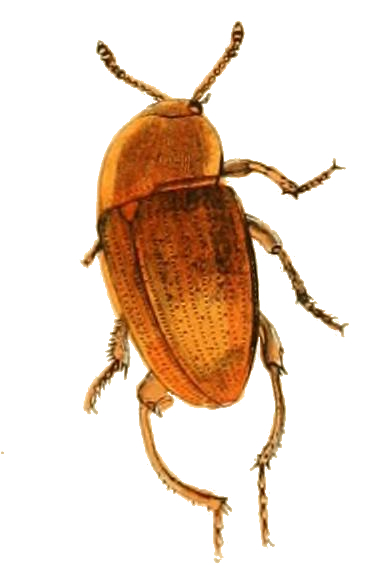
Leiodes cinnamomea